# St. Leonhards Garten

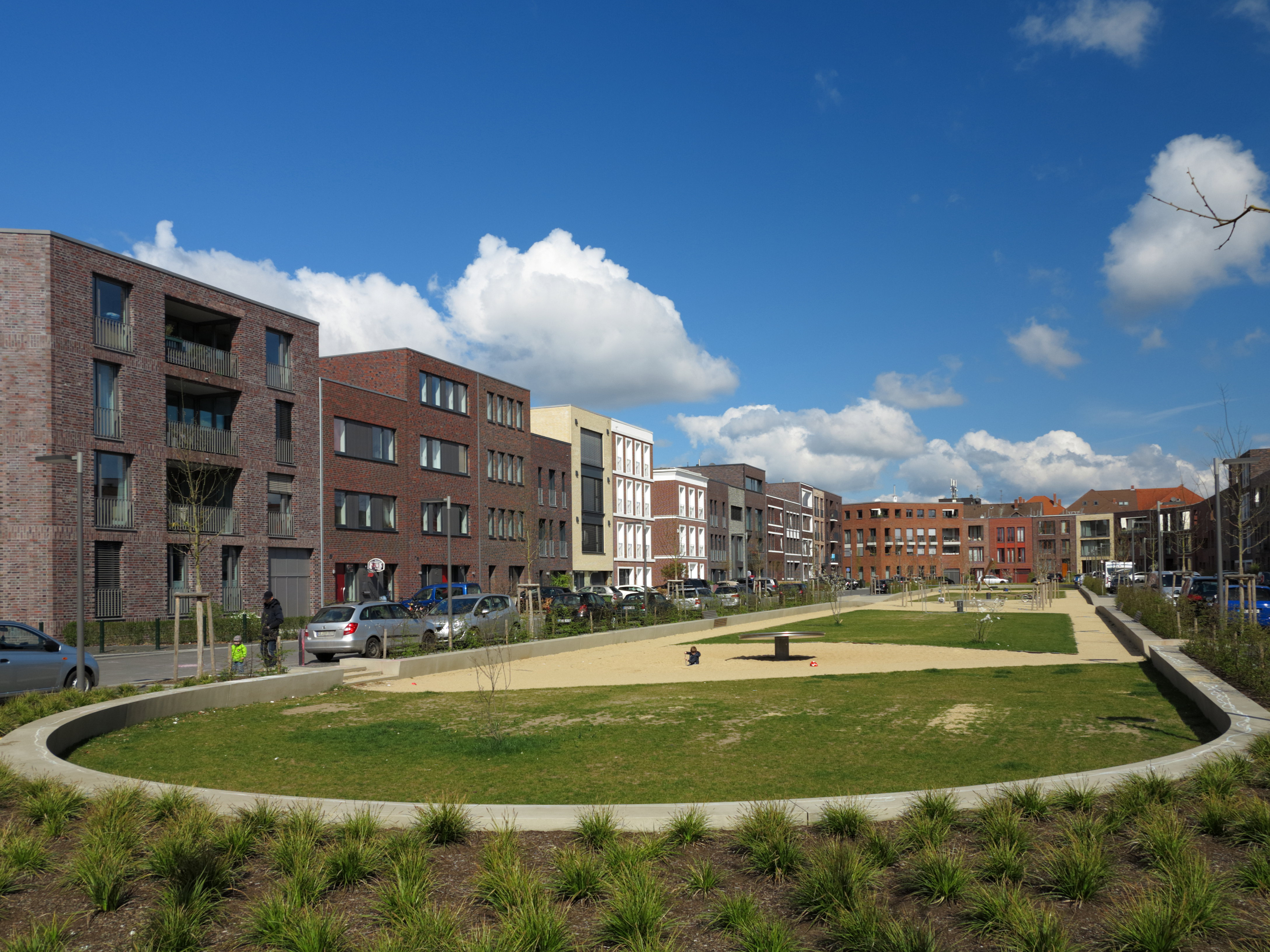
Blick auf den Platz St.-Leonhards-Garten

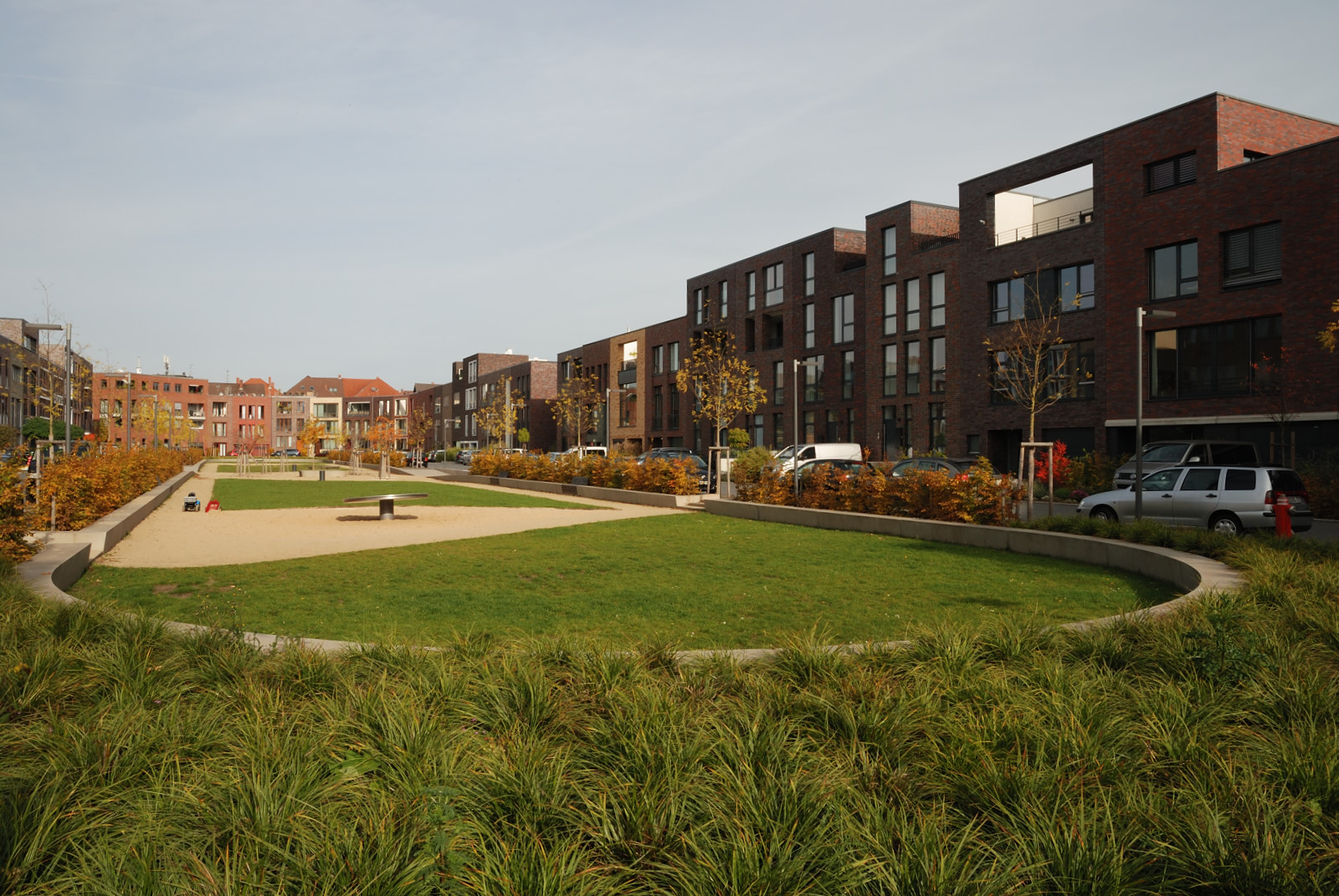
Blickrichtung Norden

St. Leonhards Garten ist ein modernes Wohnquartier in Braunschweig, das sich um eine ovale Platzanlage anordnet und anstelle des ehemaligen Straßenbahnbetriebshofes und Depots entstand. Das Areal befindet sich im Östlichen Ringgebiet inmitten einer gründerzeitlich geprägten Bebauung. Das Baugebiet wurde als Bundesmodellprojekt im Rahmen des Programms Experimenteller Wohnungs- und Städtebau des Bundesministeriums für Verkehr, Bau und Stadtentwicklung entwickelt und 2012 fertiggestellt.

## Städtebauliches Konzept
Für die Bebauung und Häusergestaltung wurden durch die Stadt Braunschweig in Absprache mit den Architekten und den Bauherren Richtlinien erarbeitet. So wurden die Stadthäuser am Platz als drei- und viergeschossige Reihenhäuser errichtet. Vorgeschrieben war auch das Material der Fassaden an der Straßenseite, dabei setzte man auf eine Verkleidung aus Klinkersteinen. Die Rückseiten wurden jedoch nicht miteinbezogen und meist mit Putz verkleidet. Die Parzellenbreite liegt bei einzelnen Familienhäusern meist bei sechs Metern. Darüber hinaus entstanden auch Geschosswohnungsbau und Doppelhäuser. Die Gestaltung und Farbgebung der Fassaden und die Höhe der Gebäude variieren dabei von zehn zu zwölf Metern.
Die Häuser ordnen sich um einen gemeinsam genutzten Platz mit einer öffentlichen Grünanlage mit Spielplatz an. Der Platz hat eine Länge von 180 Metern und eine Breite von 45 Metern. Der Grünstreifen ist etwa 160 Meter lang und 19 Meter breit. Die Ränder des Grünstreifens wurden mit Baumreihen bepflanzt. Vor den Häusern befindet sich ein privater grüner Streifen (Vorgärten) von fünf Metern Breite. Neben der Platzanlage St.-Leonhards-Garten wurde auch die neue Zufahrtsstraße Bennemannstraße mit mehrgeschossigen Mehrfamilienhäusern errichtet.
Bei der Namensgebung wurde nicht das Wort Garten im direkten Sinne benutzt. Ferner nimmt der Bestandteil St. Leonhard Bezug auf den nahe gelegenen Ort St. Leonhard.

## Geschichte

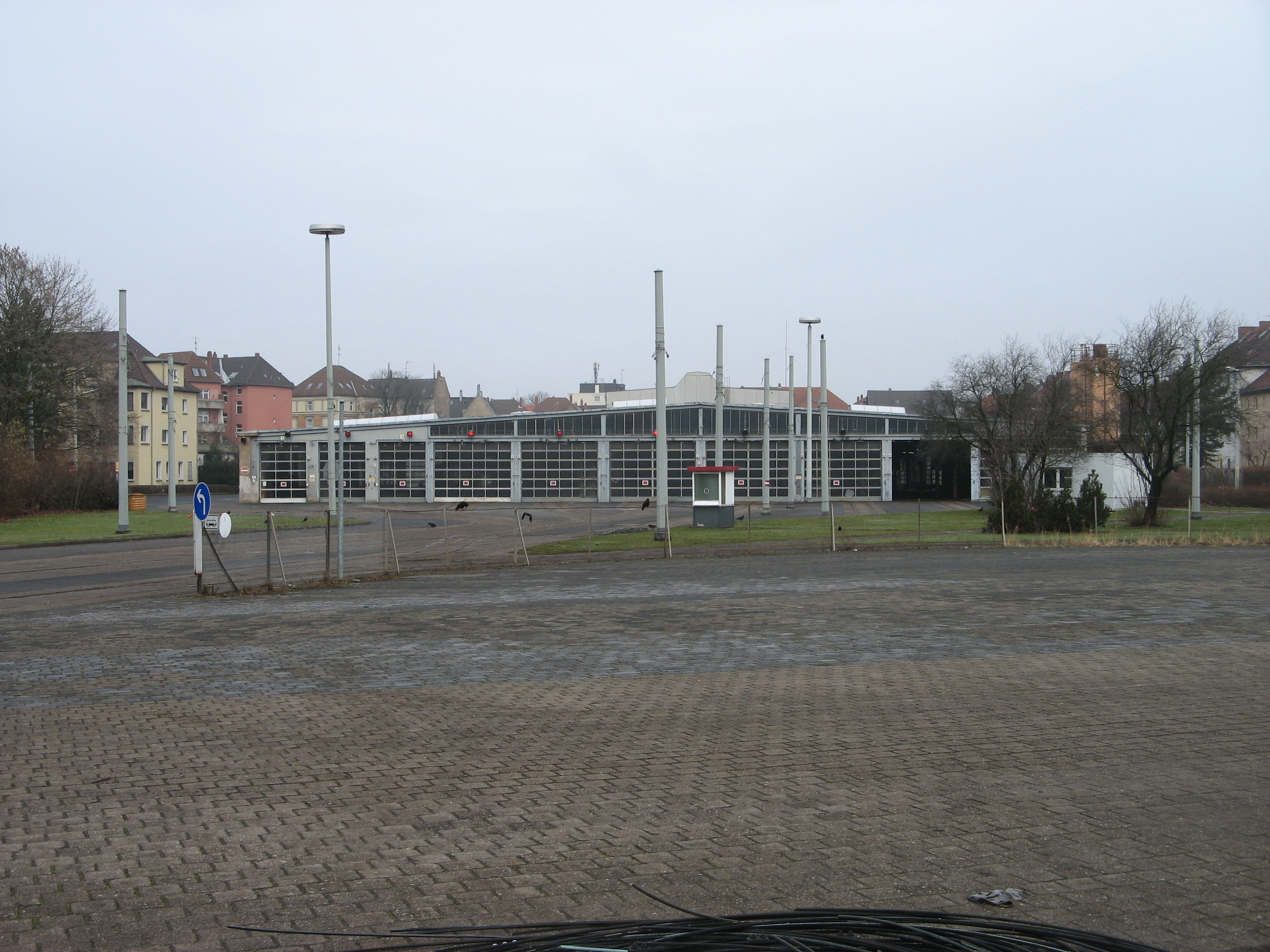
Das ehemalige Straßenbahndepot mit Betriebshof

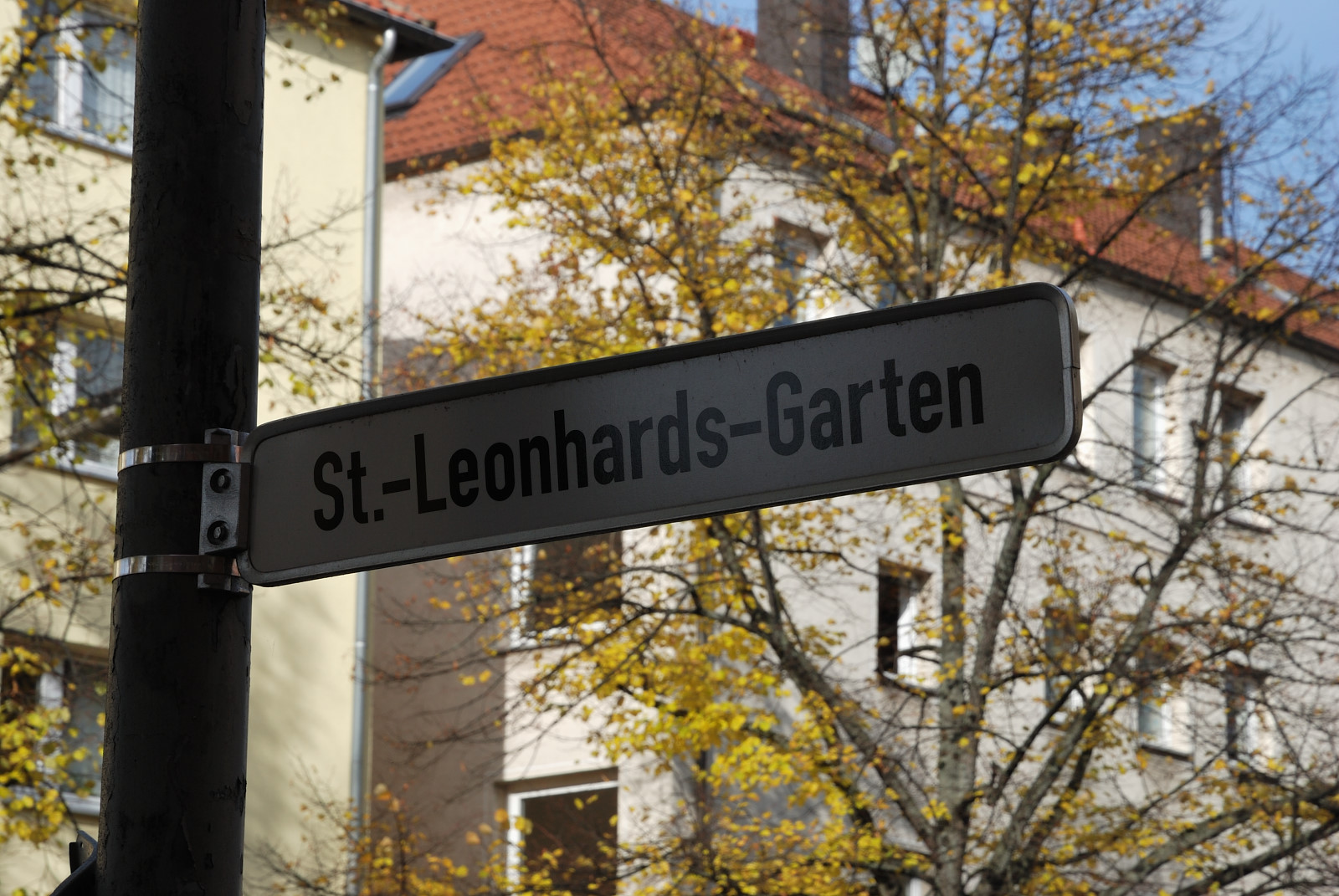
Straßenschild

Auf dem Areal befand sich jahrzehntelang der Straßenbahnbetriebshof, der in den 2000er Jahren zu einem Neubau am Güterbahnhof verlegt wurde. Das Konzept für eine Nachnutzung des Areals für Wohnzwecke wurde mithilfe eines Städtebaulichen Ideenwettbewerbs ermittelt. Die Ideensammlung fand von 2005 bis 2006 statt, von 2007 bis 2008 wurde die Konzeption entwickelt und von 2009 bis 2012 fand schließlich die Realisation statt.
Im gesamten Baugebiet entstanden insgesamt 50 gereihte Stadthäuser und ca. 100 Geschosswohnungseinheiten.
Die Entwicklung des Baugebiets wurde im Oktober 2012 im Rahmen des Wettbewerbs „Nationaler Preis für integrierte Stadtentwicklung und Baukultur“ gewürdigt. Die Häusergruppe St.-Leonhards-Garten 14–16 (Planung AHAD Architekten, Braunschweig) erhielt zudem den BDA-Preis Niedersachsen 2012. 2015 erhielt das 2011 fertiggestellte Stadthaus St.-Leonhards-Garten 7 den Peter Joseph Krahe-Preis.